# Mont Monadnock
Le mont Monadnock est la plus haute montagne du New Hampshire en dehors des montagnes Blanches. C’est la montagne la plus fréquemment gravie des États-Unis. Le sommet rocheux du mont Monadnock culmine à 600 mètres au-dessus de sa base et offre une bonne vue. Le mont Monadnock est situé sur le territoire des communes de Jaffrey et Dublin, à 100 km au nord-ouest de Boston. La montagne est protégée par la Société de protection des forêts du New Hampshire, l’État, et la ville de Jaffrey.
Le terme monadnock, qui est dérivé d’un mot amérindien de la langue abénaquise, est employé par les géologues américains pour désigner un inselberg, c’est-à-dire une petite montagne isolée qui s'élève abruptement depuis une légère déclivité ou une plaine presque plate.

## Géographie
À cause des incendies au XIXe siècle, il y a très peu de végétation près du sommet. La montagne s’est en partie remise, mais l’écologie en a été nettement altérée. La limite des arbres n’est pas naturelle ; elle est plus basse que la limite imposée par le climat. Avant les incendies, le sommet était couvert par des épinettes rouges. Désormais, les épinettes rouges repeuplent lentement la montagne.
Du pied au sommet, la taille des plantes diminue. Le sommet est à l'étage subalpin et on y trouve une grande variété de plantes alpines telles que le mountain ash, Kalmia angustifolia, la linaigrette, ou l'airelle rouge. Les tourbières et les krummholz, arbres battus par le climat difficile, peuplent la montagne. La forêt de faible altitude est de type northern hardwood forest (forêt mixte tempérée) L’altitude moyenne abrite beaucoup d’épinettes rouges. 
La montagne est surtout composée de roche métamorphique. Les roches sont des micaschiste et quartzite de 400 millions d'années. Ces roches sont associées à la Littelton Formation, qui se forma pendant l’époque du Dévonien et qui s’étend au Massachusetts au sud et aux montagnes Blanches au nord. A faible altitude sur la montagne, et stratigraphiquement sous le Littleton Formation, le substrat rocheux est de l’époque Silurienne et est composé de micaschiste, quartzite, et granulite. La montagne fait partie d’un pli nappe qui se forma pendant l’orogenèse Acadienne. 
Le mont Monadnock sépare les bassins versants des fleuves Connecticut et Merrimack. Le flanc septentrional s’écoule dans Howe Reservoir, puis Minnewawa Brook, la rivière Ashuelot, le Connecticut, et finalement dans Long Island Sound. Sur le flanc occidental, Gleason Brook et Mountain Brook coule dans Shaker Brook, puis dans la rivière Ashuelot. Le flanc du sud-ouest s’écoule dans Fassett Brook, puis Quarry Brook et l’Ashuelot. 
Sur le flanc sud-est, Mead Brook and Stony Brook coule vers Mountain Brook, une rivière qui se jette dans la rivière Contoocook qui se jette dans le Merrimack, et finalement dans le golfe du Maine. Les eaux du flanc oriental s'écoulent dans Thorndike Pond, qui alimente le Stanley Brook, puis se jettent dans le Nubanusit Brook, dans la rivière Contoocook et enfin dans la Merrimack.

## Histoire

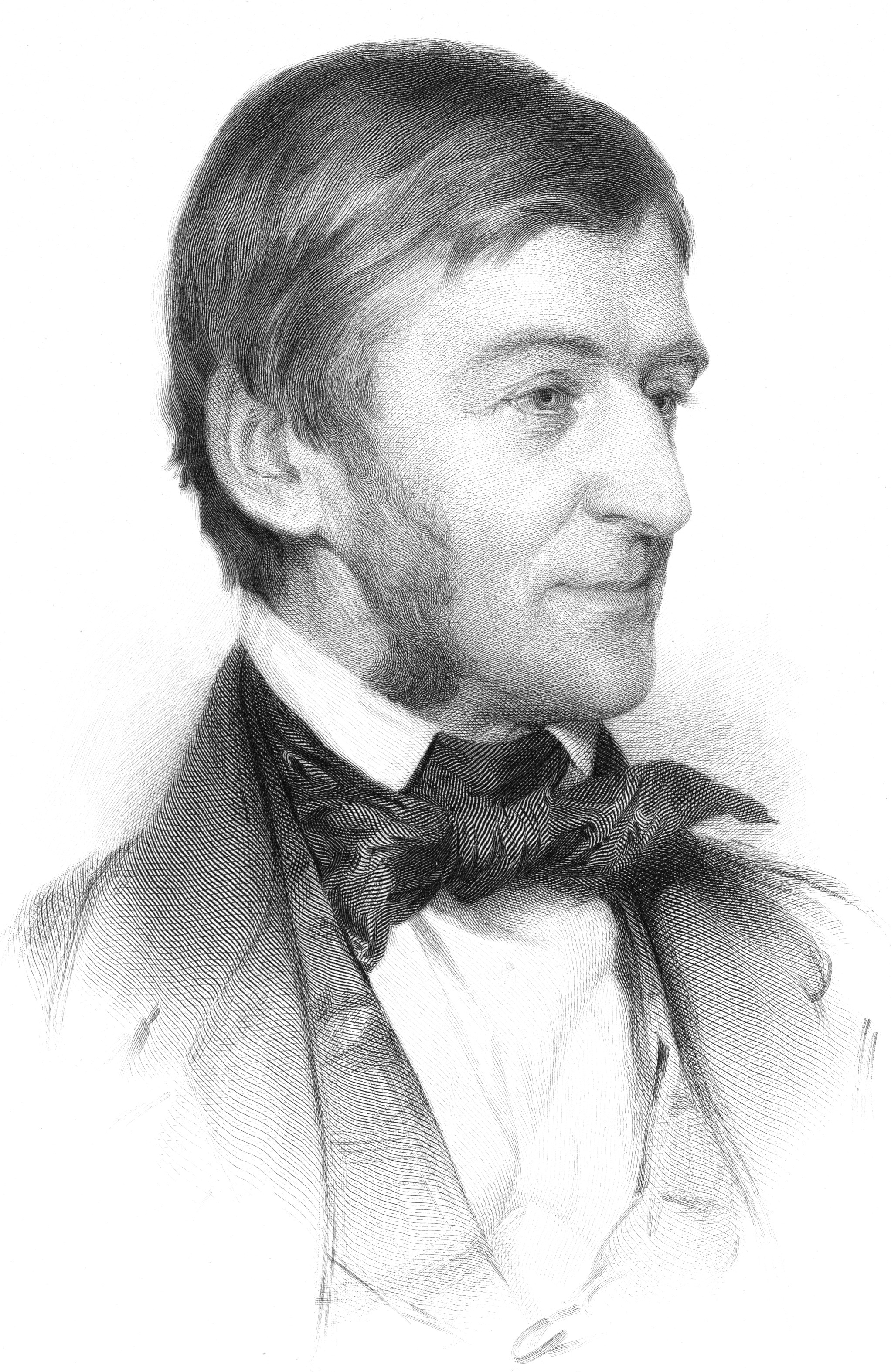
Ralph Waldo Emerson

La première ascension du sommet est réalisée en 1725 par le Capitaine Samuel Willard et quatorze de ses rangers. Ils campent au sommet et l’utilisent pour guetter l'arrivée des Amérindiens. Nombre des premiers randonneurs ont gravé leur nom sur les rochers au sommet ; la plus ancienne gravure, signée par un marchand local, dit « S. Dakin, 1801 ».
La montagne a subi plusieurs incendies. Le premier grand feu fut provoqué en 1800 pour créer un espace de pâturage sur les pentes en aval. Ce feu brûla beaucoup d'épinettes rouges au sommet. Dans les années qui suivirent ce premier feu, plusieurs autres feux et ouragans ont brûlé les forêts de la montagne. Vers 1810, des fermiers ont à nouveau provoqué un feu afin de lutter contre les loups. Ce dernier feu dura plusieurs semaines et détruisit la flore de la montagne à partir de 610 m d'altitude, ce qui explique le sommet très rocheux actuel. 

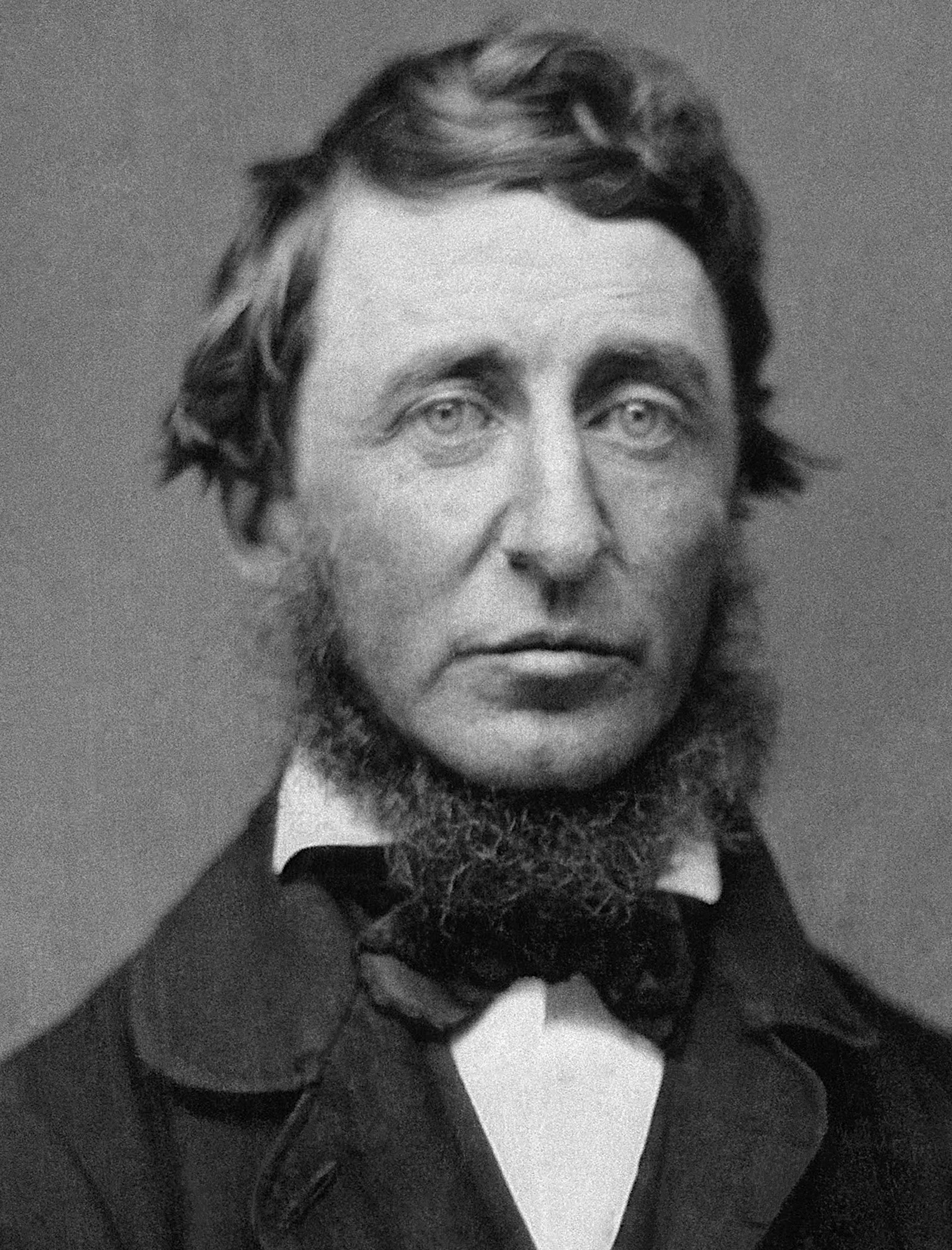
Henry David Thoreau

Ralph Waldo Emerson et Henry David Thoreau se sont rendus sur cette montagne à plusieurs reprises et ont écrit à son sujet. Emerson, qui s'y rendait fréquemment, écrivit son poème populaire Monadnoc sur la montagne. Thoreau, qui y alla à quatre reprises entre 1844 et 1860, observa et prit des notes détaillées sur la faune et la flore de la montagne. Thoreau a donné son nom à une tourbière près du sommet et à un panorama, et Emerson à un autre panorama.
En 1858, Moses Cudworth de Rindge bâtit « The Halfway House », un hôtel sur le flanc méridional de la montagne, à mi-hauteur environ. Il traça une route à péage (The Toll Road) pour aller à l’hôtel. À cette époque, la montagne était devenue très populaire, et Cudworth agrandit l’hôtel pour y loger 100 personnes. Plusieurs centaines des citoyens locaux achetèrent The Halfway House et The Toll Road pour prévenir la construction d’une antenne radio au sommet[Quand ?]. Après l'incendie de l’hôtel en 1954, un snack-bar fut établi sur les lieux jusqu'en 1969. Un abri fut bâti au sommet en 1911 pour prévenir les feux de forêt, mais il fut détruit en 1972.

## Activités
Le mont Monadnock est un lieu de randonnée pédestre, de trekking, de pique-nique, de raquette à neige, et de freeride. Le camping n'est permis que dans un terrain de camping géré par l’État du New Hampshire. Le sommet offre une vue sur les États du Connecticut, de Rhode Island, du Massachusetts, du Vermont, et du Maine.

### Randonnée pédestre

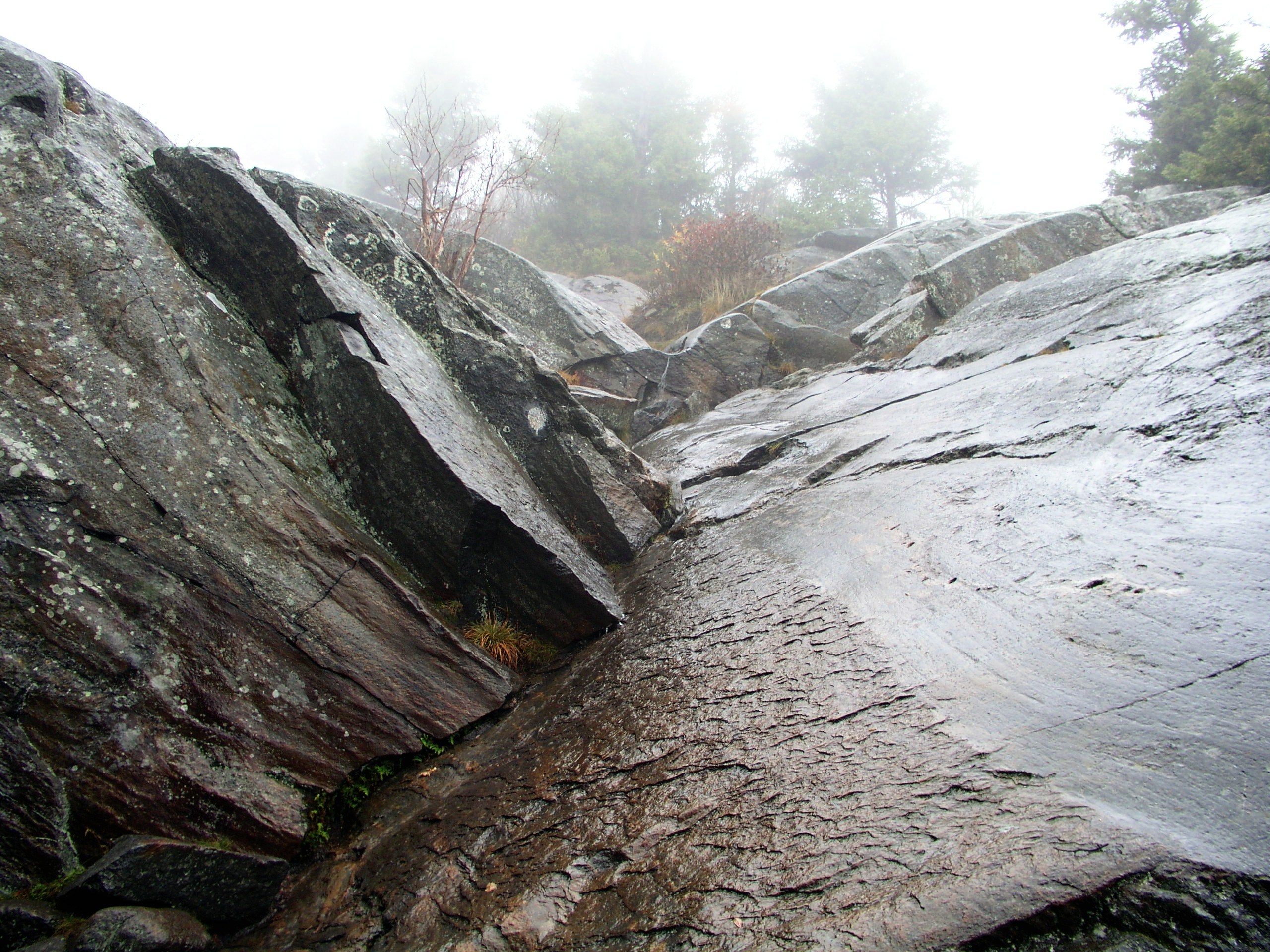
Près du sommet sur le White Dot trail.

On peut monter et descendre la montagne en quatre heures par un des chemins courts. L’ascension n’est pas très difficile. Le climat au sommet est beaucoup plus rude qu'au pied et peut être dangereux. Glace et neige peuvent se maintenir sur les chemins jusqu'en mai. Il n’y a pas beaucoup d’eau au-dessus de 610 mètres d'altitude, ce qui provoque des risques de déshydratation. Il n’y a pas de sumac grimpant ou de serpents venimeux. Des ours noirs y vivent mais ne causent pas de problèmes aux marcheurs. Le QG du parc, qui est situé au flanc sud-est de la montagne, offre des informations sur les possibilités de randonnée.
Beaucoup de chemins sont bien entretenus. Les chemins les plus courus sont The White Dot Trail et The White Arrow Trail. Le White Dot Trail (3,5 km) est le chemin le plus court mais est raide alors que le White Arrow Trail est le chemin le plus facile. Les autres chemins sont le White Cross Trail, le Marlboro Trail, le Dublin Path, le Pumpelly Trail, et le Birchtoft Trail. 
Le Metacomet-Monadnock Trail gravit la montagne depuis le sud-est. Ce long chemin commence au Connecticut, traverse le Massachusetts, et finit au mont Monadnock après 183 km. Le Monadnock-Sunapee Greenway (80 km) est un chemin qui commence au mont Monadnock et finit au mont Sunapee (en). Le Wantastiquet-Monadnock Greenway n’est pas terminé. Il commencera au mont Wantastiquet et finira au mont Monadnock. 

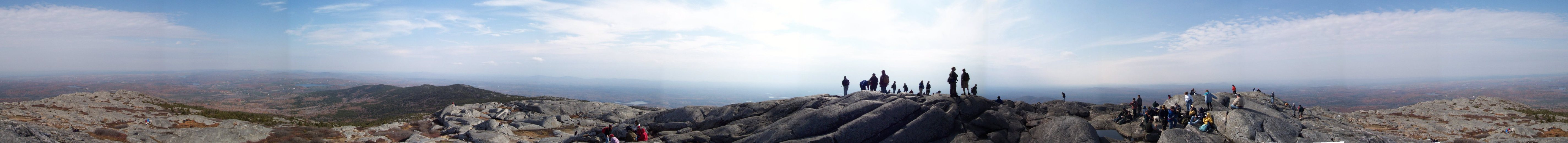
Panorama depuis le sommet du mont Monadnock.